# Gieorgij Bieriegowoj

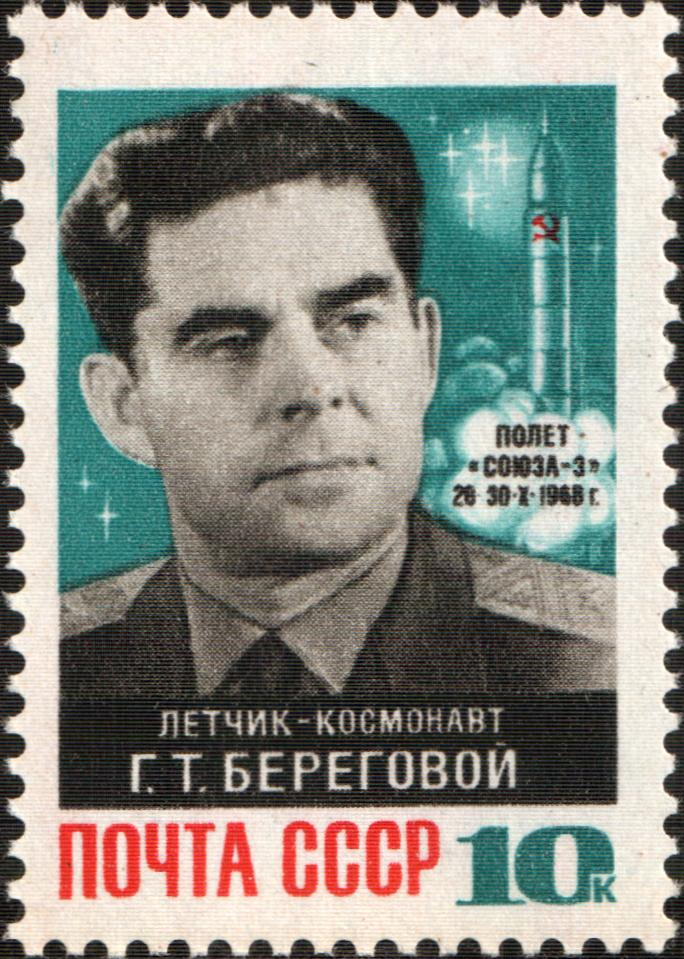

Gieorgij Timofiejewicz Bieriegowoj, ros. Георгий Тимофеевич Береговой (ur. 15 kwietnia 1921 we wsi Fiodorowka obwód połtawski, zm. 30 czerwca 1995 w Moskwie) – radziecki kosmonauta, Lotnik Kosmonauta ZSRR.

## Wykształcenie oraz służba wojskowa
Po ukończeniu szkoły podstawowej w 1937 roku pracował kombinacie metalurgicznym. Do Armii Czerwonej wstąpił w 1938 roku, rozpoczynając naukę w wojskowej szkole pilotów w Woroszyłowgradzie, którą ukończył 13 czerwca 1941. W czasie II wojny światowej walczył od sierpnia 1942 jako pilot samolotów bombowych, a następnie szturmowych na różnych frontach, m.in. w Polsce. Od 15 września 1943 do czerwca 1945 był dowódcą eskadry w 90 Gwardyjskim pułku lotnictwa szturmowego (w składzie 5 Armii Powietrznej 1 Frontu Ukraińskiego). Odbył 185 lotów bojowych, na samolotach Po-2, R-5, SB-2 i Ił-2. Brał udział w bitwie pod Kurskiem, wyzwalaniu Lewobrzeżnej Ukrainy, operacji kijowskiej, operacji żytomiersko-berdyczowskiej, korsuń-szewczenkowskiej, płoskirowsko-czerniowieckiej, lwowsko-sandomierskiej, debreczyńskiej, budapesztańskiej, wiedeńskiej i bratysławsko-brneńskiej. Raz został lekko ranny w nogę. 26 października 1944 roku za zasługi bojowe otrzymał tytuł Bohatera Związku Radzieckiego.
Po wojnie w 1948 roku ukończył przeszkolenie oficerskie oraz kurs pilotów – oblatywaczy. Od maja 1948 do 1964 latał jako pilot doświadczalny w Instytucie Naukowo-Badawczym Wojsk Lotniczych (NII WWS) im. W. Czkałowa. Do 1964 przetestował ponad 60 typów samolotów. W 1956, bez przerywania pracy zawodowej ukończył Akademię Sił Powietrznych (później im. J.A. Gagarina).

## Kariera kosmonauty i praca w Centrum Wyszkolenia Kosmonautów im. J. Gagarina
W ramach dodatkowego naboru 25 stycznia 1964 roku zaliczony został do oddziału kosmonautów (WWS 2). Po zakończeniu kursu przygotowawczego do lotów na statkach typu Woschod i Sojuz.
W 1965 roku był dublerem dowódcy załogi podstawowej przygotowywanej do lotu Woschod 3. W skład załogi wchodził również Lew Diomin. Lot został anulowany na skutek zakończenia programu Woschod.
W 1966 roku był dublerem dowódcy załogi podstawowej przygotowywanej do lotu Woschod 4. Razem z nim w skład załogi wchodził Gieorgij Katys. Misja miała mieć charakter wojskowy, a planowany czas pobytu kosmonautów na orbicie miał wynieść co najmniej 16 dni. Lot został jednak ostatecznie odwołany na skutek zakończenia programu Woschod.
Swój pierwszy i jedyny lot odbył w 1968 roku. 26 października 1968 roku wystartował w kosmos na pokładzie statku Sojuz 3. Był to pierwszy lot załogowy po zakończonym katastrofą locie statku Sojuz 1. Zadaniem kosmonauty było połączenie się na orbicie z wystrzelonym wcześniej bezzałogowym statkiem Sojuz 2. Pomimo kilku prób, podczas których Bieriegowoj zużył blisko 90% paliwa przeznaczonego na ten cel, nie doszło do dokowania obu statków. Kosmonauta powrócił na Ziemię 30 października 1968 po 3 dniach 22 godzinach 50 minutach i 45 sekundach.
22 stycznia 1969 roku Bieriegowoj uczestniczył w uroczystym powitaniu w Moskwie kosmonautów misji Sojuz 4 i Sojuz 5, podczas którego doszło do próby zamachu na życie radzieckiego przywódcy Leonida Breżniewa. Bieriegowoj został lekko raniony odłamkami szkła, kiedy samochód ZiŁ-111G, w którym jechał, został ostrzelany przez dezertera z armii Wiktora Iljina (możliwe, że samochód ten stał się celem ataku z uwagi na pewne podobieństwo Bieriegowoja do Breżniewa).
W latach 1972–1987 był dyrektorem Centrum Wyszkolenia Kosmonautów im. J. Gagarina. 25 lutego 1982 roku formalnie przestał być członkiem oddziału radzieckich kosmonautów. W lutym 1973 roku gościł w Polsce z okazji 500 rocznicy urodzin Kopernika i został odznaczony Orderem Krzyża Grunwaldu I klasy przyznanym mu przez Radę Państwa PRL za zasługi w walce z hitlerowskim najeźdźcą o wyzwolenie ziem polskich oraz za wkład w dziedzinie badań kosmosu.
W randze generała zwolniony do rezerwy w 1987 roku. Był autorem kilku książek na temat załogowych lotów kosmicznych.
Zmarł na zawał serca w Moskwie 30 czerwca 1995 roku.

## Ważniejsze nagrody i odznaczenia
- Medal Złota Gwiazda Bohatera Związku Radzieckiego – dwukrotnie (1944 i 1968)[1]
- Order Lenina - dwukrotnie (1944 i 1968)[1]
- Order Czerwonego Sztandaru - dwukrotnie (1942 i 1943)[1]
- Order Czerwonej Gwiazdy - dwukrotnie (1954 i 1955)[1]
- Order „Za służbę Ojczyźnie w Siłach Zbrojnych ZSRR” III stopnia (1975)[1]
- Order Aleksandra Newskiego (ZSRR) (1943)[1]
- Order Bohdana Chmielnickiego (ZSRR) III stopnia (1944)[1]
- Order Wojny Ojczyźnianej I stopnia - dwukrotnie (1945 i 1985)[1]
- Nagroda Państwowa ZSRR (1981)
- Złoty medal im. K. Ciołkowskiego przyznany przez Akademię Nauk ZSRR.
- Order Krzyża Grunwaldu I klasy (uchwała Rady Państwa z 24.03.1973 r.)[1][5]
- Złota Gwiazda Bohatera Pracy Socjalistycznej (Bułgaria, 1970)[1]
- Order Georgi Dimitrowa (Bułgaria, 1970)[1]
- Order Państwowego Sztandaru (Węgry, 1985)[1]
- Order Czerwonego Sztandaru z Brylantami (Węgry)[1]
- Order Tudora Vladimirecsu V klasy (Rumunia)[1]
- Orderem Narodowego Bohatera Jugosławii II klasy[1]
- Złoty medal im. J. Gagarina przyznany w 1968 przez FAI (Międzynarodowa Federacja Lotnicza),
- Gold Space Medal (FAI - 1977)[6]
- Universal Astronaut Insignia za lot orbitalny (nr 32, pośmiertnie) – Stowarzyszenie Uczestników Lotów Kosmicznych (Association of Space Explorers(inne języki))[7]